# Proteaseinhibitoren
Proteaseinhibitoren oder Proteinaseninhibitoren sind Moleküle, welche Proteine spaltende Enzyme, die Proteasen, hemmen und damit (durch Proteinaseninhibition) den Abbau von Proteinen verhindern können. 

## Eigenschaften
Natürliche Proteaseinhibitoren sind oft selbst Peptide oder Proteine. Zusätzlich können auch niedermolekulare Stoffe die Funktion von Peptidasen hemmen. Körpereigene Proteaseinhibitoren dienen der Regulation der Funktion von Peptidasen. Einige Skorpion- und Schlangengifte enthalten Proteaseinhibitoren, die für ihre Giftigkeit mitverantwortlich sind. In der Arzneimitteltherapie werden insbesondere Proteaseinhibitoren gegen virale Peptidasen als Arzneistoffe eingesetzt, welche, wie die HIV-Proteaseinhibitoren oder die HCV-Proteaseinhibitoren, als Virostatika zur Behandlung von HIV-Infektionen bzw. HCV-Infektionen dienen. Gegen die Protease 3CL des SARS-CoV-2 wurde PF-07321332 entwickelt. Darüber hinaus werden gegen körpereigene Proteasen gerichtete Proteaseinhibitoren beispielsweise als Blutgerinnungshemmer oder Blutdrucksenker (Antihypertensiva) eingesetzt.
Es gibt vier Klassen der Proteasen nach ihrem Aufbau und aktiven Zentrum, die unterschiedlich gehemmt werden können. In der Biochemie werden im Zuge einer Proteinreinigung unterschiedliche Proteaseinhibitoren, zum Teil als Mischung, eingesetzt. Diese können jedoch aufgrund ihrer Toxizität teilweise nur in vitro angewendet werden. 
Serinproteasen werden gehemmt durch:
- Alpha-1-Antitrypsin, Aprotinin, TPCK, TLCK, PMSF und AEBSF (Pefabloc SC)

Cysteinproteasen werden gehemmt durch: 
- E-64 und Iodacetamid

Metalloproteasen werden gehemmt durch:
- EDTA, Citrat und andere Chelatoren durch Entfernung des Metalls aus dem Protein[1].

Aspartatproteasen werden gehemmt durch:
- Pepstatin A

Leupeptin und Alpha-2-Makroglobulin hemmen mehrere Klassen.